# 한국능률교육평가원

## 한국능률교육평가원
한국능률교육평가원
(Korea Process Curriculum Promotion) 서울시 금천구 가산동에 위치한 온라인평생교육시설이다.
국무총리산하의 한국직업능력연구원에 등록된 '자격기본법'에 의거한 법적효력의 자격증을 취득할 수 있게 온라인교육이 진행되고있다.
다양한 상담, 전문, 지도 자격과정들이 개설되어있으며, 심리상담사를 시작으로 정리수납전문가, 캘리그라피지도사, 와인소믈리에, 커피바리스타전문가 등 다양한 교육을 받아볼 수 있다.

## 조직

### 한국능률교육평가원
- 감사
- 교육원장

1. 운영기획부
  - 기획행정팀
  - 재무회계팀
2. 콘텐츠개발부
  - 교수설계팀
  - 서버전산팀
  - 촬영편집팀
  - 웹디자인팀
3. 교육사업부
  - 홍보기획팀
  - 수강관리팀
  - 교육상담팀

## 연혁
| ●2009 | 12 | 주식회사 한국교육평가원 법인설립으로 취업온라인교육분야, 컨텐츠 및 LMS개발 분야 시장진입 |

| ●2010 | 01 | 분당 IDC 센터로 웹서버, 동영상서버, 데이터베이스서버 구축 |

| ●2012 | 03 | 한국능률교육평가원 미술심리상담사 등 5개 자격증과정 운영 및 LMS 플랫폼을 반영한 과정신설 |

| ●2014 | 02 | 두드림교육원 설립 및 공인중개사 등 7개 국가공인자격과정 운영                                                  |
| ●2014 | 06 | 제이케이글로벌평생교육원(서울 방배동 소재, 미술심리상담사 등 6개 자격과정 운영) 인수 및 법인통합으로 시세확장 |

| ●2015 | 05 | LMS 플랫폼 모바일서비스개발 및 제공 실시                                               |
| ●2015 | 07 | 제이케이글로벌평생교육원 당산동으로 이전 및 서울 남부교육지원청에 평생교육원 시설 등록 |
| ●2015 | 07 | 심리상담사 등 7개 자격증과정 신규컨텐츠개발 및 LMS 플랫폼을 반영한 과정신설            |
| ●2015 | 11 | 놀이심리상담사 등 13개 자격증과정 신규컨텐츠개발 및 LMS 플랫폼을 반영한 과정신설       |

| ●2016 | 06 | 2016 프리미엄브랜드 대상수상(온라인 평생교육시설 분야, 한경비즈니스 주관)            |
| ●2016 | 07 | LMS 플랫폼 기능개발 및 적용 실시(개강시기에 따른 자동 반편성 기능)                   |
| ●2016 | 12 | 인지행동심리상담사 등 19개 자격증과정 신규컨텐츠개발 및 LMS 플랫폼을 반영한 과정신설 |

| ●2017 | 02 | 사옥인수 및 확장이전(서울특별시 금천구 가산디지털2로 98 IT캐슬)                        |
| ●2017 | 06 | 여성소비자가 뽑은 2017 프리미엄브랜드 대상수상(온라인평생교육 분야, 한경비즈니스 주관) |
| ●2017 | 07 | 명리심리상담사 등 21개 자격증과정 신규컨텐츠개발 및 LMS 플랫폼을 반영한 과정신설       |
| ●2017 | 11 | 학습자 취업정보제공을 위한 리쿠르트 취업정보센터 오픈                                  |
| ●2017 | 11 | 학습자 취업경쟁력 향상을 위한 취업실무특강 실시(서울, 부산)                            |
| ●2017 | 12 | 학습자들의 직접적인 취업여건 마련을 위한 엔젤피플 심리상담센터 대전센터 오픈 및 운영   |
| ●2017 | 12 | 현 위치(서울특별시 금천구 가산디지털2로 108 뉴티캐슬)로 사옥인수 및 확장이전           |

| ●2018 | 01 | 홈페이지 및 LMS 플랫폼에 보안성이 강화된 https 프로토콜 적용           |
| ●2018 | 03 | 자격관리협회 한국심리교육협회 설립운영                                 |
| ●2018 | 04 | 자격관리협회 한국심리교육협회 플랫폼에 취득자격조회 시스템개발 및 적용 |

| ●2019 | 01 | 자격관리협회 한국심리교육협회 2018년 자격증취득자 7,448명 누적                                        |
| ●2019 | 03 | 가산 IDC 센터로 웹서버, 동영상서버, 데이터베이스서버증설 및 확장이전                                  |
| ●2019 | 04 | 개인정보보호법 적용 회원가입자 알림메시지 발송솔루션 LMS개발 적용                                     |
| ●2019 | 04 | 서울특별시평생학습포털에 취업 및 생애설계교육으로 한국능률교육평가원 등록                             |
| ●2019 | 06 | 국제자격검정원 설립 및 서울 남부교육지원청에 원격평생교육원 시설등록                                  |
| ●2019 | 06 | 코딩교육지도사 등 26개 자격증과정 신규컨텐츠개발 및 LMS 플랫폼을 반영한 과정신설                      |
| ●2019 | 08 | 청소년진로상담사 등 28개 자격증과정 신규컨텐츠개발 및 LMS 플랫폼을 반영한 과정신설                    |
| ●2019 | 10 | 리쿠르트 취업정보센터를 통해 4,500여개 기업 채용공고 게시누적 및 157,178명 학습자에 취업정보제공 달성 |
| ●2019 | 10 | 국가평생교육진흥원 산하 평생교육바우처 원격훈련기관으로 한국능률교육평가원 등록                       |
| ●2019 | 10 | 교육부 산하 교육기부포털에 한국능률교육평가원 28종 LMS기반 온라인자격과정 교육기부                    |
| ●2019 | 11 | 학습자 취업경쟁력 향상을 위한 취업실무특강 실시(서울)                                                 |

| ●2020 | 01 | 평생.자격증.직업교육 분야로서 제 17회 대한민국교육박람회(EDUCATION KOREA 2020) 참가 및 성료 |
| ●2020 | 02 | 외상심리상담사 등 29개 자격증과정 신규컨텐츠개발 및 LMS 플랫폼을 반영한 과정신설            |
| ●2020 | 03 | 성심리상담사 등 30개 자격증과정 신규컨텐츠개발 및 LMS 플랫폼을 반영한 과정신설              |
| ●2020 | 04 | 가베지도사 등 32개 자격증과정 신규컨텐츠개발 및 LMS 플랫폼을 반영한 과정신설                |
| ●2020 | 05 | 베이비플래너 등 34개 자격증과정 신규컨텐츠개발 및 LMS 플랫폼을 반영한 과정신설              |
| ●2020 | 06 | 2020 온라인 평생교육부문 고객중심 퍼스트브랜드 대상수상                                     |
| ●2020 | 06 | 긍정심리상담사 등 36개 자격증과정 신규컨텐츠개발 및 LMS 플랫폼을 반영한 과정신설            |
| ●2020 | 07 | 원예심리상담사 등 38개 자격증과정 신규컨텐츠개발 및 LMS 플랫폼을 반영한 과정신설            |
| ●2020 | 08 | 영어스토리텔링지도사 등 39개 자격증과정 신규컨텐츠개발 및 LMS 플랫폼을 반영한 과정신설      |
| ●2020 | 09 | 색채심리상담사 등 41개 자격증과정 신규컨텐츠개발 및 LMS 플랫폼을 반영한 과정신설            |
| ●2020 | 10 | 문화복지사 등 44개 자격증과정 신규컨텐츠개발 및 LMS 플랫폼을 반영한 과정신설                |
| ●2020 | 11 | 방과후아동미술지도사 등 47개 자격증과정 신규컨텐츠개발 및 LMS 플랫폼을 반영한 과정신설      |
| ●2020 | 12 | 논술교육지도사 등 50개 자격증과정 신규컨텐츠개발 및 LMS 플랫폼을 반영한 과정신설            |

| ●2021 | 01 | 사무행정전문가 등 51개 자격증과정 신규컨텐츠개발 및 LMS 플랫폼을 반영한 과정신설     |
| ●2021 | 02 | 발달평가지도사 등 53개 자격증과정 신규컨텐츠개발 및 LMS 플랫폼을 반영한 과정신설     |
| ●2021 | 03 | 부부심리상담사 등 55개 자격증과정 신규컨텐츠개발 및 LMS 플랫폼을 반영한 과정신설     |
| ●2021 | 04 | 퍼스널컬러전문가 등 57개 자격증과정 신규컨텐츠개발 및 LMS 플랫폼을 반영한 과정신설   |
| ●2021 | 05 | 와인소믈리에 등 59개 자격증과정 신규컨텐츠개발 및 LMS 플랫폼을 반영한 과정신설       |
| ●2021 | 06 | 병원코디네이터 등 61개 자격증과정 신규컨텐츠개발 및 LMS 플랫폼을 반영한 과정신설     |
| ●2021 | 07 | 놀이체육지도사 등 63개 자격증과정 신규컨텐츠개발 및 LMS 플랫폼을 반영한 과정신설     |
| ●2021 | 08 | 정리수납전문가 등 65개 자격증과정 신규컨텐츠개발 및 LMS 플랫폼을 반영한 과정신설     |
| ●2021 | 09 | 아동경제교육지도사 등 67개 자격증과정 신규컨텐츠개발 및 LMS 플랫폼을 반영한 과정신설 |
| ●2021 | 10 | 라떼아트전문가 등 69개 자격증과정 신규컨텐츠개발 및 LMS 플랫폼을 반영한 과정신설     |
| ●2021 | 11 | 자존감코칭전문가 등 71개 자격증과정 신규컨텐츠개발 및 LMS 플랫폼을 반영한 과정신설   |
| ●2021 | 12 | 아로마전문가 등 73개 자격증과정 신규컨텐츠개발 및 LMS 플랫폼을 반영한 과정신설       |

| ●2022 | 01 | 반려동물관리사 등 75개 자격증과정 신규컨텐츠개발 및 LMS 플랫폼을 반영한 과정신설        |
| ●2022 | 02 | 풍선아트지도사 등 76개 자격증과정 신규컨텐츠개발 및 LMS 플랫폼을 반영한 과정신설        |
| ●2022 | 03 | 동화구연지도사 등 78개 자격증과정 신규컨텐츠개발 및 LMS 플랫폼을 반영한 과정신설        |
| ●2022 | 03 | 중소벤처기업부주관 경영혁신형 중소기업(Main-Biz) 인증                                   |
| ●2022 | 04 | 타로심리상담사 등 79개 자격증과정 신규컨텐츠개발 및 LMS 플랫폼을 반영한 과정신설        |
| ●2022 | 04 | 손유희지도사 등 80개 자격증과정 신규컨텐츠개발 및 LMS 플랫폼을 반영한 과정신설          |
| ●2022 | 05 | 1인미디어콘텐츠창작자 등 81개 자격증과정 신규컨텐츠개발 및 LMS 플랫폼을 반영한 과정신설 |
| ●2022 | 05 | 도형심리상담사 등 82개 자격증과정 신규컨텐츠개발 및 LMS 플랫폼을 반영한 과정신설        |
| ●2022 | 06 | 원예심리상담사 등 83개 자격증과정 신규컨텐츠개발 및 LMS 플랫폼을 반영한 과정신설        |
| ●2022 | 06 | 토의토론교육지도사 등 84개 자격증과정 신규컨텐츠개발 및 LMS 플랫폼을 반영한 과정신설    |
| ●2022 | 07 | 노후생활전문가 등 85개 자격증과정 신규컨텐츠개발 및 LMS 플랫폼을 반영한 과정신설        |
| ●2022 | 07 | 칵테일전문가 등 86개 자격증과정 신규컨텐츠개발 및 LMS 플랫폼을 반영한 과정신설          |
| ●2022 | 08 | 인사총무관리사 등 87개 자격증과정 신규컨텐츠개발 및 LMS 플랫폼을 반영한 과정신설        |
| ●2022 | 09 | 웃음교육지도사 등 88개 자격증과정 신규컨텐츠개발 및 LMS 플랫폼을 반영한 과정신설        |
| ●2022 | 10 | 연애심리상담사 등 90개 자격증과정 신규컨텐츠개발 및 LMS 플랫폼을 반영한 과정신설        |
| ●2022 | 11 | 로스팅핸드드립마스터 등 92개 자격증과정 신규컨텐츠개발 및 LMS 플랫폼을 반영한 과정신설  |
| ●2022 | 12 | 예절교육지도사 등 93개 자격증과정 신규컨텐츠개발 및 LMS 플랫폼을 반영한 과정신설        |

| ●2023 | 01 | 오감놀이지도사 등 95개 자격증과정 신규컨텐츠개발 및 LMS 플랫폼을 반영한 과정신설     |
| ●2023 | 02 | 피부미용코디네이터 등 96개 자격증과정 신규컨텐츠개발 및 LMS 플랫폼을 반영한 과정신설 |
| ●2023 | 03 | 푸드힐링전문가 등 98개 자격증과정 신규컨텐츠개발 및 LMS 플랫폼을 반영한 과정신설     |
| ●2023 | 04 | 인권보호관리사 등 100개 자격증과정 신규컨텐츠개발 및 LMS 플랫폼을 반영한 과정신설    |
| ●2023 | 05 | 경제심리학전문가 등 102개 자격증과정 신규컨텐츠개발 및 LMS 플랫폼을 반영한 과정신설  |
| ●2023 | 06 | 북아트지도사 등 104개 자격증과정 신규컨텐츠개발 및 LMS 플랫폼을 반영한 과정신설      |
| ●2023 | 07 | 클레이아트지도사 등 106개 자격증과정 신규컨텐츠개발 및 LMS 플랫폼을 반영한 과정신설  |
| ●2023 | 08 | 가죽공예지도사 등 108개 자격증과정 신규컨텐츠개발 및 LMS 플랫폼을 반영한 과정신설    |

한국직업능력연구원에 정식등록된 협회에서 발급되는 자격증을 일컫는 말이다. 해당 자격증들은 당연히 국가자격증보다는 공신력 및 효력이 떨어질 수는 있으나, 취득 후 이력서 및 자기소개서에 기재가 가능하기에, 취업을 위해 취득하는 경우도 허다하다.
정식등록민간자격증인것을 확인해보고싶다면, 민간자격정보서비스에 들어가 검색해보기바란다.
한국능률교육평가원에는 총 120가지의 교육과정들이 개설되어있으며 과정명은 아래와 같다.
1. 심리상담사[2]
2. 아동심리상담사[3]
3. 위기심리상담사
4. 음악심리상담사
5. 미술심리상담사
6. 분노조절상담사
7. 가족심리상담사
8. 청소년심리상담사
9. 놀이심리상담사
10. 노인심리상담사
11. 심리분석상담사
12. 긍정심리상담사
13. 원예심리상담사
14. 색채심리상담사
15. 부부심리상담사
16. 역할극심리상담사
17. 여성심리상담사
18. 도형심리상담사
19. 에니어그램분석사
20. 경제심리학전문가
21. 인지행동심리상담사
22. 명리심리상담사
23. 타로심리상담사
24. 와인소믈리에
25. 커피바리스타전문가
26. 라떼아트전문가
27. 로스팅핸드드립마스터
28. 칵테일전문가
29. 성심리상담사
30. 외상심리상담사
31. 병영심리상담사
32. 연애심리상담사
33. 베이비플래너
34. 캘리그라피지도사
35. 문화복지사
36. 풍선아트지도사
37. 건강관리사
38. 클레이아트지도사
39. 인성지도사
40. 북아트지도사
41. 가죽공예지도사
42. 독서지도사
43. 방과후지도사
44. 초등영어지도사
45. 빅데이터전문가
46. 진로적성상담사
47. 학교폭력예방상담사
48. 부모교육지도사
49. 리더십지도사
50. 방과후돌봄교실지도사   RENEWAL! (3월 11일 개강)
51. 코딩교육지도사
52. 특수아동지도사
53. 청소년진로상담사
54. 창의로봇지도사
55. 창의과학교육지도사
56. 스피치지도사
57. 영어스토리텔링지도사
58. 한국사지도사
59. 마케팅기획전문가
60. 방과후아동미술지도사
61. 아동요리지도사
62. 학습전략설계사
63. 초등중국어지도사
64. 논술교육지도사
65. 플로리스트전문가
66. 사무행정전문가
67. 세계사지도사
68. 발달평가지도사
69. 마술교육지도사
70. 저작권관리사
71. 병원코디네이터
72. 창업상권분석상담사
73. 커뮤니케이션전문가
74. 놀이체육지도사
75. 정리수납전문가
76. 한자교육지도사
77. 아동경제교육지도사
78. 자존감코칭전문가
79. 창의학습지도사
80. 아로마전문가
81. 반려동물관리사
82. 노인미술지도사
83. 동화구연지도사
84. 손유희지도사
85. 1인미디어콘텐츠창작자
86. 원예인테리어전문가
87. 토의토론교육지도사
88. 노후생활전문가
89. 인사총무관리사
90. 웃음교육지도사
91. 푸드스타일리스트
92. 노인두뇌훈련지도사
93. 예절교육지도사
94. 창의수학지도사
95. 오감놀이지도사
96. 피부미용코디네이터
97. 언어발달지도사
98. 장애인식개선교육지도사
99. 푸드힐링전문가
100. 영재교육지도사
101. 인권보호관리사
102. 자원봉사지도사
103. 가베지도사
104. 퍼스널컬러전문가
105. 메타인지교육지도사
106. 체험학습지도사
107. 자기주도학습지도사
108. 난독증교육지도사
109. 코스메틱전문가
110. 캔들아트지도사
111. ESG컨설턴트
112. K-POP댄스지도사
113. 3D프린터지도사
114. 이미지메이킹지도사
115. 문화재스토리텔링강사
116. 정서조절심리상담사
117. 귀농교육지도사
118. 원예관리사
119. 스마트팜관리사
120. CS고객관리전문가

2019년부터 한국능률교육평가원은 평생교육바우처 사용기관으로 등록되어 꾸준히 평생교육법에 의거한 평생교육을 누구에게나 제공하고있다. 원격평생교육시설인점을 고려하여, 온라인 강의가 주로 이루어지만, 등록되고 난 뒤 코로나로 인하여, 온라인 교육 붐을 통해 더욱 성장한 교육원 중 하나로 자리잡고있는 중이다. 평생교육바우처에 대한 더 자세한 내용은 홈페이지를 방문하여 알아보는것이 좋다.  현재는 평생교육바우처카드 사용종료로 인해 수강이 불가능하다고 한다.
한국능률교육평가원에 개설되어있는 120개의 자격 과정(2024년 4월 3일 기준) 들은 30만원의 수강료 결제 후 자격취득 진행 시에 추가 발생되는 컨텐츠 이용료(수강료) 8만원이 발생되는 총 38만원의 유료 결제 후 이용 가능한 컨텐츠들이다. 하지만 교육재능기부목적과 더불어 평생교육법에 의거한 무료수강 이벤트를 진행 중에 있다.
무료 수강 이벤트는 별도의 자격 요건은 존재하지 않으나, 미성년자가 아닌 성인에게만 적용이 가능한 이벤트이다.
성인이라면 받아볼 수 있는 혜택이며, 국비 지원 교육 같은 이미 교육에 대한 혜택을 누리고 있어도, 수강 신청을 통해 무료 수강 이벤트에 참여할 수 있다.
- 02-3667-3514 궁금한 내용은 전화로 물어보는 것이 더욱 편리하다. (온라인 교육이 처음이라면 튜토리얼 느낌으로 전화해보는 것이 더욱 좋음)

한국능률교육평가원은 다양한 채널을 통해 학습자와 소통을 진행하고있다.
카카오채널, 유튜브, 네이버블로그, 포스트, 인스타, 페이스북과 같은 SNS를 통한 정보를 활발히 공유하고있으며,
각 채널들을 방문해보면 다양한 정보들을 알아볼 수 있다.
아래는 해당 한국능률교육평가원의 채널들이다.
1. 한국능률교육평가원 카카오채널
2. 한국능률교육평가원 유튜브채널
3. 한국능률교육평가원 네이버블로그
4. 한국능률교육평가원 네이버포스트
5. 한국능률교육평가원 인스타
6. 한국능률교육평가원 페이스북
7. 한국능률교육평가원 티스토리
8. 한국능률교육평가원 스레드 등..